# Байрактар TB2
„Байрактар TB2“ е турски безпилотен боен летателен апарат (БПЛА) за средна надморска височина, способен на дистанционно контролиране или автономна полетна операция. Произвежда се от турската компания „Baykar Technology“ предимно за Военновъздушните сили на Турция. Летателният апарат се наблюдава и контролира от екипаж в наземната станция за управление чрез сателит на Тюрксат. Байрактар на турски означава знаменосец. Разработката на дрона е приписвана до голяма степен на Селчук Байрактар, бивш студент от Масачузетския технологичен институт.

## Разработка
Развитието на Байрактар TB2 e подтикнато от забрана на САЩ за износ на въоръжени безпилотни самолети за Турция поради опасенията, че те ще бъдат използвани срещу групировки на обявената от Турция терористична организация ПКК във и извън страната.
Дронът излита за първи път през август 2014 г. На 18 декември 2015 г. е публикувано видео за ракетния му тест.
Производителят „Байкар“ сключва договор с Катар през март 2018 г. за производство на шест безпилотни летателни апарата за Катарските сили. През януари 2018 г. „Байкар“ подписва споразумение с Украйна за закупуването на 12 турски Байрактар TB2 и 3 наземни станции за управление на стойност 69 милиона долара за украинската армия. Украйна получава първата партида през март 2019 г.

## Дизайн
Корпусът на дрона е изработен от композитни материали. Машината е оборудвана с автоматична система за излитане и кацане. При необходимост, устройството може да работи в напълно автономен режим без контрол от земята.

## Въоръжение
Байрактар TB2 може да носи 4 противотанкови ракети с лазерно управление UMTAS или регулируеми плъзгащи се прецизни бомби Roketsan MAM-C, MAM-L, способни да удрят неподвижни и движещи се обекти на разстояние до 8 км.

## Бойна употреба

### Азербайджан ивойната в региона Нагорно-Карабах, 2020 г.
През юни 2020 г. министърът на отбраната на Азербайджан Закир Хасанов съобщава, че страната му е взела решението да закупи безпилотни самолети Bayraktar от Турция. По време на войната за Нагорни Карабах през 2020 г. Bayraktar TB2 са били използвани срещу въоръжените сили на Армения с голям успех. Азербайджан използва TB-2 за унищожаване на арменската артилерия, пехотни позиции и военни превозни средства, включително MLRS BM-30 Smerch, танкове T-72, BMP-1 и BMP-2 IFV. Според Министерството на отбраната на Азербайджан няколко системи за противовъздушна отбрана Osa, Strela-10 и две S-300 също са унищожени от TB2. На 19 октомври 2020 г. една машина Bayraktar TB2 е свалена от въздушната отбрана на арменската армия над небето на Нагорни Карабах. На 8 ноември 2020 г. друг азербайджански дрон е свален от ПВО в югоизточната част на Нагорни Карабах.
В едно интервю на френския англоезичен новинарски канал France 24 English с президента на Азербайджан – Илхам Алиев споделя че:
| „ | Само чрез дроновете, които придобихме от Турция, сме унищожили арменска военна техника на стойност 1 милиард долара“. | “ |

### Украйна
Като част от програмата си за военна модернизация, въоръжените сили на Украйна придобиват 12 Байракатара TB2 през 2019 г..
След успешното използване на дрона украинските военноморски сили поръчват 6 допълнителни безпилотни летателни апарата, които биват доставени през 2020 г.
По време на трупане на руска армия в Крим и близо до границите с Украйна, Байрактар TB2 на Украинските ВВС извършва разузнавателен полет над района на Донбас през 9 април 2021 г. Това бива първата оперативна експлоатация на самолета от украинските сили в зона на активен конфликт. През октомври 2021 г. дронът Байрактар TB2 бива използван за първи път в битки по време на войната, насочен към позиция на руска сепаратистка артилерия, унищожавайки гаубица Д-30 и спирайки бомбардировките на украинските войски край Хранитне, Волновахски район.
На 2 юни турската компания "Байкар" написа в туитър:
| „ | Народът на Литва почтено събра средства за закупуване на Байрактар TB2 за Украйна. След като научи това, компанията "Байкар" ще подари безплатно Байрактар ТB2 на Литва и моли тези средства да отидат в Украйна за хуманитарна помощ. | “ |

Дронът стана популярен в Украйна, използван за именуване на домашни любимци и в текстове на песни. На името на дрона е кръстена песен, озаглавена "Байрактар".

## Технически спецификации

### Общи характеристики
- Екипаж: Без
- Дължина на апарата: 6,5 м
- Размах на крилете: 12 м.
- Общо тегло при излитане: 650 кг.
- Тегло на товара: 150 кг.
- Двигател: 1× Rotax 912 инжекционен двигател с вътрешно горене. 100 к.сИнтелигентни микробоеприсаси (Micro Smart Munition - MAM-L) и силно експлозивния вариант MAM-C зад него.

### Производителност:
- Максимална скорост: 220 км/ч
- Скорост при нормално състояние: 130 км/ч
- Височина: 8200 м.
- Престой във въздуха: 27 часа
- Радиус на действие: 150 км.[20]Ракети UMTAS на изложението „Зброя та безпека“. Киев, 2017

## Потребителски държави
- Турция
  - Турски Военновъздушни сили
  - Въоръжени сили на Турция
  - Жандармерия
- Катар
- Украйна[21][22]
  - Военновъздушни сили
  - Военноморски сили
- Азербайджан
- Либия
- Сърбия[23]
- Полша[24][25]
- Киргизстан[26]
- Пакистан[27]
- Туркменистан[28]

### Потенциални купувачи
- България[29]
- Мароко
- Саудитска Арабия[30]
- Казахстан
- Унгария
- Латвия[31]
- Великобритания
- Ирак[32]
- Албания[33]
- Оман[34]
- Руанда
- Сърбия[35]
- Словакия[36]

## Галерия
- Екип от инженери
- Потребителски интерфейс
- Bayraktar TB2 снимка от камера на опашката на 6000 метра, по време на изгрев в залива Сарос
- На изложението IDEF Турция 2015 г.
- Байрактар TB2 по време на полет с 4 управляеми бомби (2 MAM-C, 2 MAM-L)
- Черен Байрактар.
- Наземна контролна станция
- Задната част на Байрактар TB2 в експлоатация при Украинските ВВС
- Наземни контролни станции